# Democracia incompleta
Democracia incompleta ou semidemocracia descrevem-se, dentro da teoria da democracia comparada, regimes políticos que, embora já sejam considerados democráticos, apresentam várias deficiências frente a democracias desenvolvidas liberais e constitucionais.

## Origem do conceito
Tradicionalmente a classificação de regimes políticos manteve-se dicotômica: ou bem um regime seria democracia ou, então, uma ditadura ou autoritário. A coexistência de traços democráticos e autoritários em certos países em determinados momentos históricos, a assim chamada “zona cinzenta da democracia” entre os polos democracia e autoritarismo, no entanto, resultou, por um lado, na criação de vários índices ou medidas de democracia (por exemplo, da Freedom House[ligação inativa]), e, por outro, na adoção, por diversos autores, de uma designação tricotômica: democracia, autoritarismo e, entre eles, semidemocracia ou semiautoritarismo – aqui denominados preferencialmente de democracia incompleta.
O conceito de "democracias incompletas" foi desenvolvido no início do século XXI pelos cientistas políticos Wolfgang Merkel, Hans-Jürgen Puhle  e Aurel Croissant. O objetivo era, em primeiro lugar, refinar a distinção, até então corrente na ciência política, entre sistemas autoritários, totalitários e democráticos. Em especial, os países em transição do antigo bloco oriental não se enquadravam em qualquer uma das categorias até então estabelecidas, já que eles, por um lado, ainda não preenchiam todos os quesitos de uma democracia liberal-constitucional, mas, por outro lado, não podiam mais ser classificados como autoritários. Além disto, deve-se, na análise e comparação dos sistemas de governo, ressaltar o lado empírico, avaliando-se quantitativamente as imperfeições. Deste modo, pode-se também criar índices (classificações) e medir a democratização ou processo de “desdemocratização” de um determinado Estado (por exemplo, Geórgia, Ucrânia).
Paralelamente, Scott Mainwaring et al., analisando os regimes políticos na América Latina no pós-guerra, assumem uma classificação tricotômica como mais adequada à realidade e classificam determinados períodos históricos de vários países latino-americanos como semidemocracias.

## Definição
A teoria da democracia incompleta baseia-se no conceito de democracia consolidada ("embedded democracy"). Com o termo democracia consolidada (ou plena) pretende-se expressar o ponto de vista de que se trata de democracias e sistemas de governo funcionantes, hígidos, que são constituídos por setores (do regime) interconectados um com o outro (sistema eleitoral, direitos de participação política, direitos e liberdades civis, independência dos poderes, poder efetivo para governar). Cada um destes setores favorece o funcionamento dos demais conferindo estabilidade e resiliência ao regime, ou seja, a expressão "embedded democracy" contem a ideia de um círculo virtuoso. Neste sentido, a descrição de democracia consolidada faz-se a partir de uma perspectiva funcionalista – ver funcionalismo (ciências sociais).
Já o conceito de semidemocracia foi cunhado a partir de um conceito de democracia enquanto regime político que (1) promove eleições livres e limpas com (2) cidadania abrangente,  onde se observa o (3) respeito aos direitos políticos e liberdades civis, e no qual (4) os militares estão sob o controle civil. Esta definição mínima de democracia, utilizada por Mainwaring et al., corresponderia ao conceito de democracia consolidada usado por Merkel embora não haja coincidência dos critérios de definição e disto resultem conclusões divergentes.
Conforme Mainwaring et al., governos que não violam nenhum dos quatro critérios são democráticos; se apresentam violação grave de um único, são autoritários; violação parcial (ou não grave) de qualquer critério faz do regime uma semidemocracia.
O termo semiautoritarismo seria equivalente a semidemocracia, correspondendo à descrição do mesmo quadro, mas com sentido inverso, ou seja, apontando para prospectivas diferentes: o primeiro deve ser utilizado quando se assume a existência de um processo de democratização em curso, enquanto o segundo reservar-se-ia aos casos contrários: ou na ausência de qualquer sinal de avanço da democratização ou na ocorrência mesmo de um processo de “desdemocratização”.

## Subtipos
Um regime é muitas vezes alcunhado de "democracia" quando a chegada ao governo neste regime ocorre através de eleições, ainda que inexista uma efetiva independência dos poderes e os direitos fundamentais não sejam garantidos. Em outros casos, o monopólio da força não pertence aos representantes eleitos, mas submete-se, em determinadas áreas, a uma guerrilha, aos militares ou a lobistas, que detêm o poder de veto.
O conceito de democracia incompleta oferece, portanto, um instrumental para se classificar Estados realmente existentes e para a descrição de várias combinações possíveis de regimes de governo parcialmente ou incompletamente democráticos (ver empirismo).
Merkel, Puhle, Croissant et al. distinguem os seguintes tipos de democracias incompletas (entre parênteses, a dimensão comprometida em cada caso):
- Democracia exclusiva (sistema eleitoral, direitos de participação política)
- Democracia não liberal (direitos e liberdades civis) (ver o verbete em inglês illiberal democracy)
- Democracia delegativa (controle dos poderes [constitucionais])
- Democracia tutelada [sinônimo: democracia dominada ou com domínio(s) (domain democracy) e democracia com enclave(s); do alemão Enklavendemokratie] (efetivo poder dos eleitos para governar)

## Crítica
O conceito de democracia incompleta é controverso em ciência política.
Alguns críticos alertam que o conceito de democracia seria definido de modo demasiadamente amplo (inclusivo). Mesmo países com características autoritárias poderiam assim ainda ser chamados de (incompletamente) democráticos. Além disso, não se poderia derivar de um conceito central ("conceito-raiz", cf. Sartori - veja Giovanni Sartori) subtipos que contradigam precisamente os princípios fundamentais nele estabelecidos. Se Merkel considera a eleição livre e justa como um princípio fundamental da democracia, um país sem eleição livre e justa não poderia ser classificado como uma democracia, nem mesmo “incompleta”.
Outros pensam que o conceito de democracia seria definido de modo demasiadamente limitante (exclusivo). Porque além dos países ocidentais haveria poucos Estados com democracias plenamente funcionantes, quase todas as democracias teriam de ser classificadas como incompletas (ver Krennerich 2005).
Outras críticas se referem à metodologia:
1. Com relação ao uso puro da dedução na elaboração da "democracia consolidada": Não se poderia  possivelmente  aplicar um conceito de democracia de origem puramente "ocidental" a casos asiáticos.
2. Quanto à criação de outros subtipos (ou seja, tipos ideais). Assim, seria o esclarecimento da  área  cinzenta  da  democracia  impossível  de modo adequado.  Não se deve compreender esta área cinzenta dos regimes a partir dos polos democracia e autoritarismo. Elas configuram muito mais formas próprias, que podem ser descritas como regime híbrido e as suas características consequentemente somente podem ser contempladas através da indução.